# Diego Domínguez
Diego Domínguez (Córdoba, 25 aprile 1966) è un ex rugbista a 15 e allenatore di rugby a 15 italiano di origine argentina, internazionale per l'Argentina nel 1989 e successivamente, fino al 2003, per l'Italia, nel ruolo di mediano d'apertura.
Al 2023 è l'ottavo miglior marcatore internazionale della storia del rugby a 15 con 1010 punti in 76 incontri (2 per l'Argentina e 74 per l'Italia, di cui 67 test match), il secondo a raggiungere i 1000 punti e uno dei soli nove a vantare tale score in quadrupla cifra.
Vanta un titolo di campione sudamericano con l'Argentina e uno di campione europeo con l'Italia.
Inoltre, con 2966 punti marcati tra il 1990 e il 1997 è il terzo miglior realizzatore di sempre del campionato italiano di prima divisione dietro ad Andrea Scanavacca (3368) e Stefano Bettarello (3206).
Nella stagione 2016-17, per pochi mesi, assunse la guida tecnica del Tolone, club del quale da dicembre 2015 era stato allenatore in seconda come assistente di Bernard Laporte.

## Biografia

Domínguez batte un calcio piazzato per il Milan nella stagione 1993-94

Domínguez iniziò a praticare il rugby a La Tablada (Córdoba), un club nel quale compì tutta la trafila fino alla prima squadra.
A 23 anni fu convocato per il Sudamericano 1989, che l'Argentina vinse su Uruguay e Cile; dopo una breve permanenza in Francia al Cognac giunse in Italia ingaggiato dalla Mediolanum, successivamente Milan, nomi con cui era all'epoca conosciuta l'Amatori Milano sotto la proprietà di Silvio Berlusconi.
Il trasferimento all'estero comportò la squalifica internazionale da parte della federazione argentina ma, grazie all'origine italiana di sua madre, nata a Milano da famiglia di Matelica, era idoneo a rappresentare l'Italia nonostante le due pregresse presenze nei Pumas.
Con la maglia dell'Italia esordì allo stadio Flaminio di Roma in Coppa FIRA il 2 marzo 1991 contro un XV francese nella posizione di tre quarti centro.
Il primo test match fu il 21 aprile successivo a Bucarest contro la Romania nel corso della stessa competizione.
Il C.T. Bertrand Fourcade decise così di includere Domínguez tra i convocati alla Coppa del Mondo di rugby 1991 in Inghilterra.
Sotto la gestione di Georges Coste prese parte alla Coppa del Mondo di rugby 1995 in Sudafrica e fu in campo nella finale di Coppa FIRA 1995-97 vinta 40-32 a Grenoble contro la Francia (20 punti personali, 4 trasformazioni e 4 calci piazzati, con un solo errore dalla piazzola su nove tentativi), che diede all'Italia il primo (e unico) titolo europeo; in campionato, nei sette anni a Milano, vinse quattro scudetti (1990-91, 1991-92, 1994-95 e 1995-96).
A 31 anni si trasferì a Parigi, allo Stade français, club con il quale vinse quattro titoli nazionali, il primo nel 1998, primo in 80 anni di storia del club francese, poi nel 2000 e nel 2003 e 2004, le sue ultime stagioni di militanza.
Il C.T. Massimo Mascioletti lo convocò per la Coppa del Mondo di rugby 1999 in Galles e successivamente Brad Johnstone lo schierò per il Sei Nazioni 2000, competizione nella quale esordì portando subito alla vittoria l'Italia: opposti alla Scozia campione uscente al Flaminio, infatti, gli Azzurri vinsero 34-20 con una meta di De Carli e 29 punti di Domínguez (una trasformazione, tre drop goal e sei calci piazzati).
Nonostante avesse annunciato il proposito di lasciare la Nazionale già alla fine del primo Sei Nazioni disputato dall'Italia, approfittando, per dare l'addio, della platea parigina dello Stade de France per la quale giocava nella sua squadra di club, Domínguez fu convinto a rimanere e disputò anche i Sei Nazioni del 2001, 2002 e 2003; quest'ultimo fu pure l'atto finale della sua carriera internazionale, cui seguì un anno più tardi anche quello definitivo, con la finale del campionato francese, vinto dallo Stade français sul Perpignano per 38-20 anche grazie agli ultimi 20 punti ufficiali di Domínguez.
Dopo il ritiro Domínguez divide il suo tempo tra Argentina e Francia.
Divenuto procuratore e agente, si occupa di gestire i diritti economici degli eventi sportivi; commentatore per Sky Sport (esordì con la Coppa del Mondo di rugby 2007), è anche direttore della scuola di rugby da lui fondata.
A fine 2014 fu reso noto che Domínguez si era accordato con i francesi del Tolone per succedere al tecnico in carica Bernard Laporte, che aveva annunciato la fine del rapporto con il club al termine del campionato 2015-16; la carriera tecnica di Domínguez, mai sedutosi su una panchina di club dopo il suo ritiro da giocatore, ebbe inizio nel dicembre 2015 come assistente di Laporte in affiancamento.
A inizio stagione 2016-17 Domínguez entrò nell'incarico di allenatore-capo della prima squadra, ma il proprietario del club Mourad Boudjellal gli impose uno staff tecnico non concordato (l'inglese Mike Ford e il francese Marc Dal Maso) e dopo soli tre mesi, a fine ottobre 2016, lo rimosse di sua iniziativa per affidare la panchina a Ford; al momento dell'esonero la squadra era quarta in classifica, posizione che successivamente mantenne fino a fine campionato.

## Palmarès
- Campionati sudamericani: 1
Argentina: 1989
- Coppa FIRA : 1
Italia: 1995-97
- Campionati italiani: 4
Milan: 1990-91, 1991-92, 1994-95, 1995-96
- Coppe Italia: 1
Milan: 1994-95
- Campionati francesi: 4
Stade français: 1997-98, 1999-2000, 2002-03, 2003-04.
- Coppe di Francia: 1
Stade français: 1998-99